# Малта Бенд (Мисури)
Малта Бенд (енгл. Malta Bend) град је у америчкој савезној држави Мисури.

## Демографија
По попису из 2010. године број становника је 250, што је 1 (0,4%) становника више него 2000. године.
| Група             | 2000.       | 2010.       |
| Белци             | 244 (98,0%) | 241 (96,4%) |
| Афроамериканци    | 4 (1,6%)    | 3 (1,2%)    |
| Азијати           | 0 (0,0%)    | 0 (0,0%)    |
| Хиспаноамериканци | 0 (0,0%)    | 5 (2,0%)    |
| Укупно            | 249         | 250         |